# Campeonato Uruguayo de Primera División 1996
El Campeonato Uruguayo 1996 fue el 92° torneo de primera división del fútbol uruguayo, correspondiente al año 1996. Compitieron 12 equipos, los cuales se enfrentaron en el Torneo Apertura y Clausura.
El campeón fue el Club Atlético Peñarol luego de vencer al Club Nacional de Football en las finales entre el campeón del Torneo Apertura y el campeón del Tornero Clausura, consiguiendo así su cuarto campeonato consecutivo.

## Desarrollo

### Torneo Apertura
| Puesto | Equipo            | Pts | PJ | PG | PE | PP | GF | GC | Dif |
| ------ | ----------------- | --- | -- | -- | -- | -- | -- | -- | --- |
| 1°     | Peñarol           | 23  | 11 | 7  | 2  | 2  | 21 | 11 | +10 |
| 2°     | Defensor Sporting | 22  | 11 | 6  | 4  | 1  | 17 | 8  | +9  |
| 3°     | Nacional          | 21  | 11 | 6  | 3  | 2  | 25 | 11 | +14 |
| 4°     | Danubio           | 19  | 11 | 5  | 4  | 2  | 12 | 9  | +3  |
| 5°     | Huracán Buceo     | 18  | 11 | 5  | 3  | 3  | 13 | 11 | +2  |
| 6°     | Rampla Juniors    | 14  | 11 | 3  | 5  | 3  | 9  | 9  | 0   |
| 7°     | River Plate       | 11  | 11 | 2  | 5  | 4  | 11 | 13 | -2  |
| 8°     | Wanderers         | 11  | 11 | 3  | 2  | 6  | 7  | 17 | -10 |
| 9°     | Liverpool         | 10  | 11 | 2  | 4  | 5  | 8  | 13 | -5  |
| 10°    | Cerro *           | 8   | 11 | 3  | 4  | 4  | 13 | 15 | -2  |
| 11°    | Sud América       | 8   | 11 | 1  | 5  | 5  | 5  | 17 | -12 |
| 12°    | Central Español   | 6   | 11 | 1  | 3  | 7  | 8  | 15 | -7  |

|  | Clasificado a las finales. |

[*] A Cerro se le descontaron 5 puntos frente a Nacional debido a incidentes.

### Torneo Clausura
| Puesto | Equipo            | Pts | PJ | PG | PE | PP | GF | GC | Dif |
| ------ | ----------------- | --- | -- | -- | -- | -- | -- | -- | --- |
| 1°     | Nacional          | 25  | 11 | 8  | 1  | 2  | 25 | 12 | +13 |
| 2°     | Rampla Juniors    | 18  | 11 | 4  | 6  | 1  | 11 | 6  | +5  |
| 3°     | Huracán Buceo     | 18  | 11 | 4  | 6  | 1  | 10 | 6  | +4  |
| 4°     | Defensor Sporting | 17  | 11 | 4  | 5  | 2  | 13 | 9  | +4  |
| 5°     | Danubio           | 17  | 11 | 5  | 2  | 4  | 19 | 17 | +2  |
| 6°     | Peñarol           | 15  | 11 | 4  | 3  | 4  | 22 | 17 | +5  |
| 7°     | Central Español   | 14  | 11 | 3  | 5  | 3  | 10 | 9  | +1  |
| 8°     | River Plate       | 13  | 11 | 3  | 4  | 4  | 16 | 13 | +3  |
| 9°     | Wanderers         | 13  | 11 | 3  | 4  | 4  | 10 | 14 | -4  |
| 10°    | Liverpool         | 12  | 11 | 2  | 6  | 3  | 11 | 14 | -3  |
| 11°    | Cerro             | 12  | 11 | 2  | 6  | 3  | 11 | 16 | -5  |
| 12°    | Sud América *     | 0   | 11 | 0  | 0  | 11 | 0  | 25 | -25 |

|  | Clasificado a las finales. |

[*] Sud América se retiró después de tres rondas; todos los partidos posteriores son otorgado 0-2 contra ellos. Además, Sud América desciende automáticamente a Segunda División.

### Tabla acumulada
| Puesto | Equipo            | Pts | PJ | PG | PE | PP | GF | GC | Dif |
| ------ | ----------------- | --- | -- | -- | -- | -- | -- | -- | --- |
| 1°     | Nacional          | 46  | 22 | 14 | 4  | 4  | 50 | 23 | +27 |
| 2°     | Defensor Sporting | 39  | 22 | 10 | 9  | 3  | 30 | 17 | +13 |
| 3°     | Peñarol           | 38  | 22 | 11 | 5  | 6  | 43 | 28 | +15 |
| 4°     | Huracán Buceo     | 36  | 22 | 9  | 9  | 4  | 23 | 17 | +6  |
| 5°     | Danubio           | 36  | 22 | 10 | 6  | 6  | 31 | 26 | +5  |
| 6°     | Rampla Juniors    | 32  | 22 | 7  | 11 | 4  | 20 | 15 | +5  |
| 7°     | River Plate       | 24  | 22 | 5  | 9  | 8  | 27 | 26 | +1  |
| 8°     | Wanderers         | 24  | 22 | 6  | 6  | 10 | 17 | 31 | -14 |
| 9°     | Liverpool         | 22  | 22 | 4  | 10 | 8  | 19 | 27 | -8  |
| 10°    | Central Español   | 20  | 22 | 4  | 8  | 10 | 18 | 24 | -6  |
| 11°    | Cerro *1          | 20  | 22 | 5  | 10 | 7  | 24 | 31 | -7  |
| 12°    | Sud América *2    | 8   | 22 | 1  | 5  | 16 | 5  | 42 | -37 |

[*1] A Cerro se le descontaron 5 puntos frente a Nacional debido a incidentes en Torneo Apertura.
[*2] Sud América se retiró después de tres rondas en Torneo Clausura; todos los partidos posteriores son otorgado 0-2 contra ellos. Además, Sud América desciende automáticamente a Segunda División.

## Definición del campeonato
La definición se daba entre el campeón del Torneo Apertura, Peñarol y el campeón del Clausura, Nacional, en una final al mejor de dos partidos.

### Finales
| 13 de octubre de 1996 | Peñarol  | 1:0 (0:0) | Nacional | Estadio Centenario, Montevideo                             |                                                            |
|                       | Tais 84' |           |          | Asistencia: 37.000 espectadores Árbitro(s): Gustavo Méndez | Asistencia: 37.000 espectadores Árbitro(s): Gustavo Méndez |

| 20 de octubre de 1996 | Nacional   | 1:1 (0:0) | Peñarol     | Estadio Centenario, Montevideo                           |                                                          |
|                       | Parodi 59' |           | Pacheco 55' | Asistencia: 55.000 espectadores Árbitro(s): Daniel Bello | Asistencia: 55.000 espectadores Árbitro(s): Daniel Bello |

|                                                   |
| Uruguay                                           |
| Campeón Uruguayo 1996 Peñarol 42.do título de AUF |

## Clasificación a torneos continentales

### Liguilla Pre-Libertadores
| Puesto | Equipo            | Pts | PJ | PG | PE | PP | GF | GC | Dif |
| ------ | ----------------- | --- | -- | -- | -- | -- | -- | -- | --- |
| 1°     | Nacional          | 19  | 7  | 6  | 1  | 0  | 17 | 6  | 11  |
| 2°     | Danubio           | 13  | 7  | 4  | 1  | 2  | 12 | 7  | 5   |
| 3°     | Defensor Sporting | 12  | 7  | 4  | 0  | 3  | 11 | 5  | 6   |
| 4°     | Peñarol           | 11  | 7  | 3  | 2  | 2  | 11 | 7  | 4   |
| 5°     | Liverpool         | 10  | 7  | 3  | 1  | 3  | 11 | 15 | -4  |
| 6°     | River Plate       | 8   | 7  | 2  | 2  | 3  | 9  | 9  | 0   |
| 7°     | Huracán Buceo     | 6   | 7  | 1  | 3  | 3  | 7  | 9  | -2  |
| 8°     | Rampla Juniors    | 0   | 7  | 0  | 0  | 7  | 4  | 24 | -20 |

|  | Clasifica a la Copa Libertadores 1997. |
|  | Clasifica a la Copa Conmebol 1997.     |

| Uruguay                                    |
| Campeón Liguilla 1996 Nacional 5.to título |

#### Desempate por el segundo clasificado a la Copa Libertadores
| 18 de diciembre de 1996 | Peñarol                                    | 2:1 | Danubio          | Estadio Centenario, Montevideo |  |
|                         | Carlos Aguilera 65' · Edgardo Adinolfi 78' |     | Marcelo Zalayeta |                                |  |

### Equipos clasificados

#### Copa Libertadores 1997
|   | Equipo   | Clasificación como       |
| - | -------- | ------------------------ |
| 1 | Nacional | Campeón Liguilla 1996    |
| 2 | Peñarol  | Subcampeón Liguilla 1996 |

#### Copa Conmebol 1997
|   | Equipo            | Clasificación como            |
| - | ----------------- | ----------------------------- |
| 1 | Danubio           | 2° puesto en la Liguilla 1996 |
| 2 | Defensor Sporting | 3° puesto en la Liguilla 1996 |

## Descenso

### Posiciones
La tabla del descenso se compone de la suma de los puntos de la tabla anual de esta temporada y los de la tabla anual de las dos temporadas anteriores.
Descendieron los 2 equipos con menor puntuación en esta tabla y el 3° peor juega una promoción contra el Progreso de la Segunda División.
| Puesto | Equipo            | Pts   | 1996 | 1995 | 1994 |
| ------ | ----------------- | ----- | ---- | ---- | ---- |
| 1º     | Peñarol           | 94,00 | 38   | 52   | 34   |
| 2º     | Nacional          | 91,58 | 46   | 51   | 28   |
| 3º     | Huracán Buceo     | 81,00 | 36   | —    | —    |
| 4º     | Defensor Sporting | 80,33 | 39   | 35   | 30   |
| 5º     | Liverpool         | 63,83 | 22   | 39   | 21   |
| 6º     | Wanderers         | 63,83 | 24   | 31   | 28   |
| 7º     | Danubio           | 62,66 | 36   | 27   | 18   |
| 8º     | River Plate       | 62,08 | 24   | 32   | 22   |
| 9º     | Rampla Juniors    | 60,75 | 32   | 27   | 19   |
| 10º    | Cerro             | 60,15 | 20   | 26   | 28   |
| 11º    | Central Español   | 56,33 | 20   | 29   | 21   |
| 12º    | Sud América       | 38    | 8    | 24   | —    |

|  | Juega la promoción contra el 3° mejor equipo de Segunda División. |
|  | Desciende a la Segunda división.                                  |

### Promoción
Cerro disputa el desempate por el ascenso y descenso frente al tercer mejor equipo de la Segunda División (Progreso). Cerro se mantiene en la Primera División.
| 3 de noviembre de 1996 | Cerro | 1:1     | Progreso |  |  |
|                        |       | Reporte |          |  |  |

| 6 de noviembre de 1996 | Progreso | 0:2     | Cerro |  |  |
|                        |          | Reporte |       |  |  |

### Equipos descendidos
| Equipo          | Clasificación            |
| --------------- | ------------------------ |
| Central Español | Penúltima ubicación 1996 |
| Sud América     | Última ubicación 1996    |